# Красная книга Удмуртской Республики
Красная книга Удмуртской республики (удм. Горд книгаез Удмурт Элькунлэн) — аннотированный список редких и находящихся под угрозой исчезновения животных, растений и грибов Удмуртской республики. Она была подготовлена коллективом учёных под редакцией В. В. Туганаева (растения) и Н. Е. Зубцовского (животные).

## Издание
Первое издание Красной книги Удмуртской республики выпущено в 2001 году в 2 томах, тиражом 1500 экземпляров каждый. Красная книга Удмуртской республики является официальным изданием, предназначенным как для специалистов, так и для широкого круга читателей.
В первом томе представлен список редких и находящихся под угрозой исчезновения растений и грибов Удмуртской республики, который, после редакции 2007 года, включает сосудистых растений — 145, водорослей — 9, мохообразных — 18, лишайников — 25 и грибов —22.
Во втором томе представлен список редких и находящихся под угрозой исчезновения животных Удмуртской республики, который, после редакции 2007 года, включает 139 видов животных: беспозвоночных — 69 и позвоночных —70.
Для каждого вида приведены иллюстрации, карта распространения, определены статус и категория редкости, даны краткое описание, сведения о численности и необходимых мерах охраны.

## Списки видов
Ниже приведены списки организмов, включённых в издание 2024 года. В скобках указана категория охраны: категория 0 – вероятно исчезнувшие, категория 1 – находящиеся под угрозой исчезновения, категория 2 – виды (подвиды), численность которых быстро сокращается, категория 3 – виды (подвиды), не находящиеся под угрозой вымирания (исчезновения), категория 4 – виды (подвиды), статус редкости которых не установлен в силу малой изученности, категория 5 – восстанавенные виды (подвиды).

### Растения и грибы
- Dolichospermum spiroides — Анабена спиралевидная (4)
- Nostoc flagelliforme — Носток плетевидный, или Нематоносток плетевидный (3)
- Characiopsis avis — Харациопсис птичий (3)
- Tribonema microchloron — Трибонема микрохлорон (4)
- Hydrodictyon reticulatum — Гидродикцион водяной, или Водяная сеточка (4)
- Oedogonium macrandrium — Эдогониум узкий (4)
- Micrasterias rotata — Микрастериас округлый (3)
- Chara filiformis — Хара нитевидная (3)
- Chara strigosa — Хара щетинистая (3)

- Preissia quadrata — Прейссия квадратная (3)
- Ricciocarpos natans — Риччиокарп плавающий (3)
- Pellia neesiana — Пеллия Нееса (3)
- Frullania dilatata — Фруллания расширенная (3)
- Orthocaulis attenuatus — Ортокаулис утончающийся (4)
- Timmia megapolitana — Тиммия мекленбургская (4)
- Dicranum muehlenbeckii  — Дикранум Мюленбека (4)
- Paludella squarrosa — Палюделла растопыренная (3)
- Splachnum ampullaceum — Сплахнум бутылковидный (2)
- Splachnum rubrum — Сплахнум красный (2)
- Tetraplodon angustatus — Тетраплодон суженный (2)
- Mnium lycopodioides — Мниум плауновидный (4)
- Plagiomnium drummondii — Плагиомниум Драммонда (4)
- Philonotis caespitosa — Филонотис дернистый (3)
- Philonotis calcarea — Филонотис известняковый (3)
- Fontinalis hypnoides — Фонтиналис гипновидный (4)
- Leucodon sciuroides — Левкодон беличий (4)
- Anomodon longifolius — Аномодон длиннолистный (4)
- Scorpidium revolvens — Скорпидий отвернутый (3)

- Lycopodiella inundata — Ликоподиелла заливаемая (3)
- Huperzia selago — Баранец обыкновенный (3)
- Equisetum scirpoides — Хвощ камышковый (3)
- Ophioglossum vulgatum — Ужовник обыкновенный (3)
- Botrychium virginianum — Гроздовник виргинский (3)
- Botrychium lanceolatum — Гроздовник ланцетовидный (1)
- Botrychium multifidum — Гроздовник многораздельный (3)
- Cystopteris montana — Пузырник горный (3)
- Polystichum braunii — Многорядник Брауна (3)
- Salvinia natans — Сальвиния плавающая (3)

- Nuphar pumila — Кубышка малая (3)
- Nymphaea tetragona — Кувшинка четырехгранная (2)
- Adonis vernalis — Горицвет весенний (1)
- Adonis sibirica — Горицвет сибирский (1)
- Delphinium cuneatum — Живокость клиновидная (2)
- Ranunculus gmelinii — Лютик Гмелина (3)
- Ranunculus reptans — Лютик стелющийся (3)
- Pulsatilla flavescens — Прострел желтеющий (3)
- Pulsatilla patens — Прострел раскрытый (2)
- Betula nana — Берёза карликовая (1)
- Dianthus borbasii — Гвоздика Борбаша (1)
- Dianthus superbus — Гвоздика пышная (3)
- Lychnis chalcedonica — Зорька халцедонская (3)
- Eremogone longifolia — Пустынница длиннолистная (Еремогоне длиннолистная) (3)
- Eremogone biebersteinii — Пустынница Биберштейна (Еремогоне Биберштейна) (1)
- Otites borysthenica — Ушанка днепровская (Смолевка днепровская) (3)
- Polygonum alpinum — Горец альпийский (2)
- Paeonia anomala — Пион уклоняющийся (1)
- Hypericum elegans — Зверобой изящный (3)
- Elatine alsinastrum — Повойничек мокричный (1)
- Elatine hydropiper — Повойничек согнутосемянный (1)
- Elatine triandra — Повойничек трехтычинковый (0)
- Cardamine macrophylla — Сердечник крупнолистный (1)
- Salix lapponum — Ива лапландская (3)
- Salix myrtilloides — Ива черниковидная (3)
- Vaccinium uliginosum — Голубика болотная (3)
- Oxycoccus microcarpus — Клюква мелкоплодная (3)
- Ortilia obtusata  — Бокоцветка притупленная (Ортилия притупленная) (3)
- Empetrum nigrum — Водяника черная (2)
- Cortusa matthioli — Кортуза Маттиоли (1)
- Primula macrocalyx — Первоцвет крупночашечный (3)
- Androsace elongata — Проломник удлиненный (3)
- Althaea officinalis — Алтей лекарственный (1)
- Euphorbia palustris — Молочай болотный (3)
- Saxifraga hirculus — Камнеломка болотная (1)
- Drosera anglica — Росянка английская (1)
- Drosera rotundifolia — Росянка круглолистная (2)
- Potentilla humifusa — Лапчатка распростертая (3)
- Rubus chamaemorus — Морошка (2)
- Spiraea crenata — Спирея городчатая (вкл. С. Литвинова) (3)
- Trifolium lupinaster — Клевер люпиновый (3)
- Hedysarum alpinum — Копеечник альпийский (1)
- Circaea lutetiana — Двулепестник парижский (3)
- Polygala amarella — Истод горьковатый (4)
- Xanthoselinum alsaticum — Златогоричник (Горичник) эльзасский (1)
- Gentiana pneumonanthe — Горечавка легочная (3)
- Centaurium erythraea — Золототысячник малый (0)
- Galium tinctorium — Подмаренник красильный (1)
- Omphalodes scorpioides — Пупочник ползучий (1)
- Gratiola officinalis — Авран лекарственный (2)
- Veronica spuria — Вероника ненастоящая (1)
- Melampyrum sylvaticum — Марьянник лесной (2)
- Pedicularis palustris — Мытник болотный (2)
- Pedicularis kaufmannii — Мытник Кауфмана (3)
- Pedicularis sceptrum-carolinum — Мытник скипетровидный (2)
- Digitalis grandiflora — Наперстянка крупноцветковая (2)
- Orobanche pallidiflora — Заразиха бледноцветковая (2)
- Orobanche bartlingii — Заразиха эльзасская (3)
- Pinguicula vulgaris — Жирянка обыкновенная (0)
- Utricularia intermedia — Пузырчатка средняя (3)
- Plantago maxima — Подорожник наибольший (2)
- Galeobdolon luteum — Зеленчук желтый (2)
- Thymus marschallianus — Тимьян Маршалла (3)
- Thymus ovatus — Тимьян овальный (3)
- Salvia stepposa — Шалфей степной (0)
- Scutellaria dubia — Шлемник сомнительный (3)
- Adenophora lilifolia — Бубенчик лилиелистный (3)
- Aster amellus — Астра ромашковая (3)
- Petasites frigidus — Белокопытник холодолюбивый (2)
- Ligularia sibirica — Бузульник сибирский (3)
- Scorzonera purpurea — Козелец пурпуровый (3)
- Tragopogon sibiricus — Козлобородник сибирский (4)
- Senecio nemorensis — Крестовник дубравный (3)
- Senecio tataricus Less. — Крестовник татарский (3)
- Senecio erucifolius — Крестовник эруколистный (3)
- Sonchus palustris — Осот болотный (1)
- Tephroseris integrifolia — Пепельник цельнолистный (3)
- Artemisia armeniaca — Полынь армянская (4)
- Artemisia dracunculus — Полынь эстрагон (1)
- Artemisia latifolia — Полынь широколистная (2)
- Artemisia pontica — Полынь понтийская (3)
- Saussurea parviflora — Соссюрея мелкоцветковая (1)
- Alisma lanceolatum — Частуха ланцетная (3)
- Scheuchzeria palustris — Шейхцерия болотная (3)
- Potamogeton acutifolius — Рдест остролистный (0)
- Potamogeton obtusifolius — Рдест туполистный (3)
- Convallaria majalis — Ландыш майский (3)
- Lilium martagon — Лилия кудреватая (3)
- Allium schoenoprasum — Лук скорода (2)
- Iris sibirica — Ирис сибирский (3)
- Cypripedium macranthon — Венерин башмачок крупноцветковый (0)
- Cypripedium calceolus — Венерин башмачок настоящий (3)
- Cypripedium guttatum — Венерин башмачок пятнистый (2)
- Herminium monorchis — Бровник одноклубневый (1)
- Epipactis palustris — Дремлик болотный (3)
- Epipactis atrorubens — Дремлик темно-красный (3)
- Calypso bulbosa — Калипсо луковичная (3)
- Gymnadenia conopsea — Кокушник длиннорогий (3)
- Corallorrhiza trifida — Ладьян трехнадрезанный (2)
- Liparis loeselii — Липарис Лезеля (1)
- Epipogium aphyllum — Надбородник безлистный (2)
- Neottianthe cucullata — Неоттианта клобучковая (1)
- Ophrys insectifera — Офрис насекомоносная (1)
- Dactylorhiza traunsteineri — Пальчатокоренник Траунштейнера (2)
- Coeloglossum viride — Пололепестник зеленый (1)
- Cephalanthera rubra — Пыльцеголовник красный (2)
- Listera cordata — Тайник сердцевидный (1)
- Hammarbya paludosa — Хаммарбия болотная (2)
- Orchis militaris — Ятрышник шлемовидный (1)
- Carex buxbaumii — Осока Буксбаума (3)
- Carex heleonastes — Осока болотолюбивая (1)
- Carex capillaris — Осока волосовидная (3)
- Carex echinata — Осока ежисто-колючая (3)
- Carex flava — Осока желтая (3)
- Carex pauciflora — Осока малоцветковая (3)
- Carex chordorrhiza — Осока плетевидная (3)
- Carex obtusata — Осока притупленная (3)
- Carex panicea — Осока просяная (3)
- Carex ornithopoda — Осока птиценожковая (3)
- Carex media — Осока средняя (2)
- Carex tenuiflora — Осока тонкоцветковая (3)
- Carex limosa — Осока топяная (3)
- Rhynchospora alba — Очеретник белый (1)
- Trichophorum alpinum — Пухонос альпийский (1)
- Eriophorum gracile — Пушица стройная (3)
- Stipa dasyphylla — Ковыль опушеннолистный (1)
- Stipa pennata — Ковыль перистый (3)
- Melica altissima — Перловник высочайший (3)
- Elytrigia lolioides — Пырей плевеловидный (0)

- Baeomyces rufus — Беомицес рыжий (3)
- Dibaeis baeomyces — Дибеис беомицесовый (3)
- Cladonia symphycarpa — Кладония сростноплодная (4)
- Stereocaulon tomentosum — Стереокаулон войлочный (0)
- Stereocaulon paschale — Стереокаулон голый (0)
- Stereocaulon condensatum — Стереокаулон уплотненный (1)
- Collema flaccidum — Коллема вялая (1)
- Collema limosum — Коллема топяная (1)
- Collema furfuraceum — Коллема чешуйчатая (1)
- Leptogium lichenoides — Лептогиум лишайниковидный (1)
- Leptogium saturninum — Лептогиум насыщенный (2)
- Bryoria subcana — Бриория сивоватая (3)
- Vulpicida tubulosus — Вульпицида трубчатая (1)
- Hypogymnia vittata — Гипогимния ленточная (3)
- Menegazzia terebrata — Менегацция пробуравленная (2)
- Tuckneraria laureri — Тукнерария Лаурера (2)
- Usnea lapponica var. sibirica — Уснея лапландская вар. сибирская (1)
- Usnea fragilescens var. mollis — Уснея ломающаяся вар. мягкая (2)
- Usnea cavernosa — Уснея пещеристая (0)
- Usnea fulvoreagens — Уснея рыжеющая (2)
- Usnea florida — Уснея цветущая (0)
- Flavocetraria nivalis — Флавоцетрария снежная (0)
- Evernia divaricata — Эверния растопыренная (3)
- Lobarina scrobiculata — Лобарина ямчатая (0)
- Lobaria pulmonaria — Лобария легочная (3)
- Nephroma bellum — Нефрома красивая (3)
- Nephroma parile — Нефрома одинаковая (2)
- Nephroma resupinatum — Нефрома перевернутая (3)
- Peltigera venosa — Пельтигера жилковатая (4)
- Solorina crocea — Солорина шафранная (0)
- Ramalina sinensis — Рамалина глубоковыемчатая (4)
- Ramalina elegans — Рамалина изящная (2)
- Ramalina thrausta — Рамалина ниточная (4)
- Ramalina fastigiata — Рамалина равновысокая (2)
- Ramalina fraxinea — Рамалина ясеневая (2)
- Mycoblastus sanguinarius — Микобластус кроваво-красный (3)
- Umbilicaria polyphylla — Умбиликария многолистная (0)
- Umbilicaria deusta — Умбиликария обожженная (0)
- Umbilicaria hyperborea — Умбиликария северная (0)
- Heterodermia speciosa — Гетеродермия красивая (3)

- Ascocoryne turficola — Аскокорине торфяная (3)
- Sarcosoma globosum — Саркосома шаровидная (2)
- Discina fastigiata — Дисцина островершинная (3)
- Gyromitra sphaerospora — Строчевик круглоспоровый (3)
- Gomphus clavatus — Гомфус булавовидный (3)
- Lycoperdon echinatum — Дождевик колючий (3)
- Fistulina hepatica — Печеночница обыкновенная (1)
- Tricholoma aurantium — Рядовка золотистая, или оранжевая (3)
- Boletinus asiaticus — Болетинус (решетник) азиатский (2)
- Suillus cavipes — Масленок полоножковый (3)
- Psiloboletinus lariceti — Моховик лиственничный (3)
- Hemileccinum impolitum — Полубелый гриб (3)
- Leccinellum crocipodium — Обабок чернеющий (3)
- Phallus impudicus — Веселка обыкновенная (3)
- Rhodotus palmatus — Родотус дланевидный (3)
- Tyromyces kmetii — Тиромицес кмета (3)
- Ganoderma lucidum — Трутовик лакированный (3)
- Lenzites warnieri  — Лензитес Варнье (3)
- Polyporus umbellatus — Трутовик зонтичный (3)
- Clavariadelphus pistillaris — Рогатик пестиковый (3)
- Sparassis crispa — Спарассис курчавый (грибная капуста) (3)
- Hericium cirrhatum — Гериций (ежовик) кудрявый (3)
- Hapalopilus croceus — Гапалопилюс шафранно-желтый (3)
- Climacodon pulcherrimus — Климакодон красивейший (3)

### Животные
- Unio crassus — Толстая перловица (3)
- Myxas glutinosa — Плащеносный прудовик (3)
- Allochogna singoriensis — Русский тарантул (3)
- Eresus kollari — Чёрный эрезус (3)
- Апах imperator — Дозорщик-император (3)
- Leucorrhinia caudalis — Хвостатая леукориния (3)
- Leucorrhinia albifrons — Белолобая леукориния (3)
- Somatochlora arctica — Арктическая зеленотелка (3)
- Ecdyonurus affinis — Лопастегрудая поденка (3)
- Poecilimon intermedius — Восточный пилохвост (3)
- Protonemura intricata — Ложная протонемура (3)
- Carabus menetriesi — Жужелица Менетрие (2)
- Carabus regalis — Жужелица регалис (3)
- Carabus henningi — Жужелица Хеннинга (3)
- Calosoma sycophanta — Пахучий красотел (3)
- Calosoma inquisitor — Бронзовый красотел (3)
- Pterostichus urengaicus — Уренгайский птеростих (3)
- Dytiscus latissimus — Широчайший плавунец (3)
- Dytiscus lapponicus — Лапландский плавунец (3)
- Macronychus quadrituberculatus — Четырехборозчатый макронихус (3)
- Lucanus cervus — Обыкновенный жук-олень (1)
- Dorcus parallelipipedus — Оленек (3)
- Ceruchus chrysomelinus — Скромный рогачик (3)
- Trypocopris vernalis — Весенний навозник (3)
- Polyphylla fullo — Мраморный хрущ (3)
- Protaetia speciosissima — Гладкая бронзовка (1)
- Potosia fieberi — Бронзовка Фибера (3)
- Osmoderma barnabita — Обыкновенный отшельник (1)
- Gnorimus variabilis — Черный гноримус (1)
- Ischnodes sibiricus — Сибирский щелкун (3)
- Eanus costalis — Таежный щелкун (3)
- Tragosoma depsarium — Косматогрудый дровосек-дубильщик (3)
- Rhagium sycophanta — Пахучий рагий (3)
- Rhamnusium bicolor — Двухцветный усач-рамнузиум (3)
- Pachyta lamed — Еловая пахита (3)
- Macroleptura thoracica — Красногрудая макролептура (3)
- Rutpela maculata — Пятнистая рутпела (3)
- Purpuricenus kaehleri — Усач-краснокрыл Келера (3)
- Amarysius sanguinipennis — Краснокрылый усач-амаризиус (3)
- Plagionotus detritus — Пестрый дубовый усач (3)
- Plagionotus arcuatus — Поперечнополосый дубовый усач (3)
- Plateumaris weisei — Лжерадужница Вейзе (3)
- Gonioctena sibirica — Сибирская гониоктена (3)
- Exosoma collare — Цветная экзозома (3)
- Argopus nigritarsis — Чернолапый аргопус (3)
- Lixus paraplecticus — Фрачник-двухвостка (3)
- Dorytomus amplipennis Toum. — Ширококрылый доритомус (3)
- Xylocopa valga — Пчела-плотник (3)
- Bombus maculidorsis — Пятнистоспинный шмель (3)
- Bombus muscorum — Моховой шмель (3)
- Bombus schrencki — Шмель Шренка (3)
- Bombus pomorum — Плодовый шмель (3)
- Bombus modestus — Скромный шмель (2)
- Bombus sporadicus — Шмель спорадикус (2)
- Bombus patagiatus — Шмель патагиатус (2)
- Bombus serrisquama — Пластинчатозубый шмель (3)
- Formica truncorum — Красноголовый лесной муравей (2)
- Formica uralensis — Черноголовый лесной муравей (1)
- Formica lugubris — Волосистый лесной муравей (2)
- Formica picea — Блестящий болотный муравей (2)
- Formica gagatoides Ruzsky — Полярный муравей (3)
- Beraea pullata — Ручейник-отмелевик (3)
- Rhyacophila nubila — Затемненный ручьевик (3)
- Parnassius apollo — Обыкновенный аполлон (3)
- Driopa mnemosyne — Мнемозина (3)
- Zerynthia polyxena — Поликсена (2)
- Iphiclides podalirius — Хвостоносец подалирий (3)
- Colias palaeno — Торфяниковая желтушка (2)
- Boloria eunomia — Болотная перламутровка (3)
- Boloria selenis — Восточная перламутровка (2)
- Boloria aquilonaris — Северная перламутровка (3)
- Boloria thore — Альпийская перламутровка (2)
- Argynnis laodice — Зеленоватая перламутровка (3)
- Euphydryas intermedia — Промежуточная шашечница (3)
- Erebia aethiops — Чернушка эфиопка (3)
- Erebia euryale — Чернушка эвриала (3)
- Coenonympha tullia — Болотная сенница (2)
- Lycaena helle — Голубоватый червонец (2)
- Phengaris arion — Голубянка арион (3)
- Polyommatus daphnis — Голубянка дафнис (3)
- Phengaris nausithous — Черноватая голубянка (3)
- Aricia nicias — Голубянка Никия (2)
- Macaria shanghaisaria — Пяденица шанхайзария (3)
- Catocala promissa — Малая красная орденская лента (3)
- Catocala sponsa — Малиновая орденская лента (3)
- Thumatha senex — Лишайница-печеночница (3)
- Callimorpha dominula — Медведица-госпожа (3)
- Watsonaria deserta — Чистая медведица (3)
- Coenomyia ferruginea — Ржавая стволоедка (3)

- Lampetra planeri — Европейская ручьевая минога (1)
- Huso huso — Белуга (0)
- Acipenser ruthenus  — Стерлядь (5)
- Acipenser gueldenstaedtii — Русский осетр (0)
- Alosa kessleri — Черноспинка (0)
- Salmo trutta caspius morpha fario  — Ручьевая форель (1)
- Hucho taimen — Таймень (1)
- Stenodus leucichthis leucichthis — Белорыбица (0)
- Thymallus thymallus — Европейский хариус (3)
- Alburnoides bipunctatus rossicus — Русская быстрянка (3)
- Rhodeus sericeus amarus — Обыкновенный горчак (1)
- Cottus gobio — Обыкновенный подкаменщик (3)

- Salamandrella keyserlingii — Сибирский углозуб (2)
- Bombina bombina — Краснобрюхая жерлянка (2)
- Pelophylax lessonae — Прудовая лягушка (3)
- Pelophylax esculentus — Съедобная лягушка (3)
- Coronella austriaca — Обыкновенная медянка (3)

- Lagopus lagopus — Белая куропатка (3)
- Perdix perdix — Серая куропатка (3)
- Branta ruficollis — Краснозобая казарка (3)
- Anser erythropus — Пискулька (3)
- Anser anser — Серый гусь (1)
- Cygnus cygnus — Лебедь-кликун (0)
- Gavia arctica — Чернозобая гагара (0)
- Botaurus stellaris — Большая выпь (3)
- Ixobrychus minutus — Волчок (3)
- Ciconia nigra — Черный аист (1)
- Podiceps nigricollis — Черношейная поганка (3)
- Podiceps auritus — Красношейная поганка (3)
- Podiceps grisegena — Серощекая поганка (3)
- Falco tinnunculus — Пустельга (3)
- Falco vespertinus — Кобчик (3)
- Falco columbarius — Дербник (3)
- Falco peregrinus — Сапсан (1)
- Pandion haliaetus — Скопа (1)
- Pernis apivorus — Осоед  (3)
- Circus macrourus — Степной лунь (3)
- Circaetus gallicus — Змееяд (1)
- Aquila clanga — Большой подорлик (1)
- Aquila chrysaetos — Беркут (1)
- Aquila heliaca — Орел-могильник (1)
- Haliaeetus albicilla — Орлан-белохвост (3)
- Haematopus ostralegus — Кулик-сорока (3)
- Numenius arquata — Большой кроншнеп (3)
- Limosa limosa — Большой веретенник (3)
- Larus ichthyaetus — Черноголовый хохотун (4)
- Sterna albifrons — Малая крачка (3)
- Columba oenas — Клинтух (2)
- Streptopelia turtur — Горлица (2)
- Nyctea scandiaca — Белая сова (3)
- Bubo bubo — Филин (1)
- Asio flammeus — Болотная сова (3)
- Otus scops — Сплюшка (3)
- Aegolius funereus — Мохноногий сыч (3)
- Athene noctua — Домовый сыч (3)
- Glaucidium passerinum — Воробьиный сычик (3)
- Surnia ulula — Ястребиная сова (3)
- Strix aluco — Серая неясыть (2)
- Strix nebulosa  — Бородатая неясыть (3)
- Alcedo atthis — Зимородок (3)
- Upupa epops — Удод (3)
- Parus cyanus — Князек (3)
- Lanius excubitor — Серый сорокопут (3)
- Ocyris aureolus — Дубровник (1)
- Ocyris rusticus — Овсянка-ремез (2)

- Desmana moschata — Русская выхухоль (0)
- Myotis mystacinus — Усатая ночница (3)
- Myotis dasycneme — Прудовая ночница (3)
- Plecotus auritus — Бурый ушан (3)
- Nyctalus noctula — Рыжая вечерница (3)
- Pipistrellus pygmaeus — Малый нетопырь (4)
- Gulo gulo — Росомаха (1)
- Mustela sibirica — Колонок (2)
- Mustela lutreola — Европейская норка (1)
- Pteromys volans — Обыкновенная летяга (3)
- Dryomys nitedula — Лесная соня (1)
- Eliomys quercinus — Садовая соня (2)
- Capreolus pygargus — Сибирская косуля (3)